# Автофагия
Автофагията (от старогръцки: αὐτόφαγος – „самоизяждане“) е естественият, регулиран механизъм на клетката, който разгражда ненужните или дисфункционални компоненти.
Когато човек не поема храна от 24 до 72 часа, в зависимост от приетата преди това храна, започва процесът, известен като „автофагия“. Това е способността на организма да се самопрочиства от вредни, стари или болни клетки. По този начин гладуването стимулира възникването на нови клетки. През 2016 година японският учен Йошинори Осуми получава Нобелова награда за медицина за откриването и изясняването на механизмите за автофагия – фундаменталния процес за разграждане и рециклиране на клетките.
В контекста на болестите, автофагията може да представлява адаптивен отговор срещу стрес, спомагайки оцеляването на клетките, но в други случаи е възможно да увеличи клетъчната смърт и заболеваемостта. В случай на екстремно гладуване, разграждането на клетъчните компоненти насърчава клетъчното оцеляване чрез поддържане на клетъчните енергийни нива.